# Panchavati
Le Panchavati (hindi : पञ्चवटी), souvent désigné comme « 7, LKM » (7, Lok Kalyan Marg, son adresse postale) est, depuis 1984, la résidence officielle et le lieu de travail principal du Premier ministre d'Inde. Le complexe comprend plusieurs édifices dont notamment une maison pour les invités de marque ainsi qu'un bâtiment qui abrite le Special Protection Group, service qui assure la sécurité des hautes personnalités. Contrairement au 10 Downing Street, il n'abrite pas les bureaux du Premier ministre qui sont situés dans le bloc Sud à New Delhi.
Quand un nouveau Premier ministre est nommé, sa résidence personnelle devient une préoccupation des services de sécurité, le nouveau chef du gouvernement est alors incité à s'installer à Panchavati le plus tôt possible.